# 雅索内站
雅索内站，是法国的一个铁路车站，位于法国城市梅马克，因地处该市北部的雅索内街区而得名。

## 位置
雅索内站位于梅马克市区的北部，利摩日－埃居朗德铁路480.164公里处，距离利摩日大约97公里。车站大致呈东西走向，仅设单侧站台，位于铁路线南侧。

## 设施
雅索内站是一个无人看守的铁路乘降所，没有任何售票设施，原有的站房已成为私人财产。在雅索内站上车的乘客需主动购票或使用通勤卡。

## 停靠线路
以下列车线路在雅索内站停靠：
| 雅索内站列车线路表 |      |          |          |              |
| 线路               | 车种 | 上一站   | 下一站   | 大致运行频率 |
| 利摩日—于塞勒      | TER  | 佩罗勒站 | 梅马克站 | 每天3~6趟    |
| 1.                 |      |          |          |              |

## 配套交通

### 长途客车
雅索内站附近没有长途客运大巴线路经过。当铁路线施工或罢工时，SNCF可能会提供途径沿途站点的临时大巴车。

### 市内交通
雅索内站附近暂无城市公共交通线路经过。

### 社会车辆
雅索内站门口没有社会车辆停车场。

## 临近车站
| 雅索内站（Gare de Jassonneix） |                      |          |
| 上行车站                       | 线路                 | 下行车站 |
| 佩罗勒站                       | 利摩日－埃居朗德铁路 | 梅马克站 |
| - 本表仅显示运营中的线路及车站 |                      |          |